# Gara Roman
Gara Roman este un monument istoric aflat pe teritoriul municipiului Roman.

## Galerie de imagini

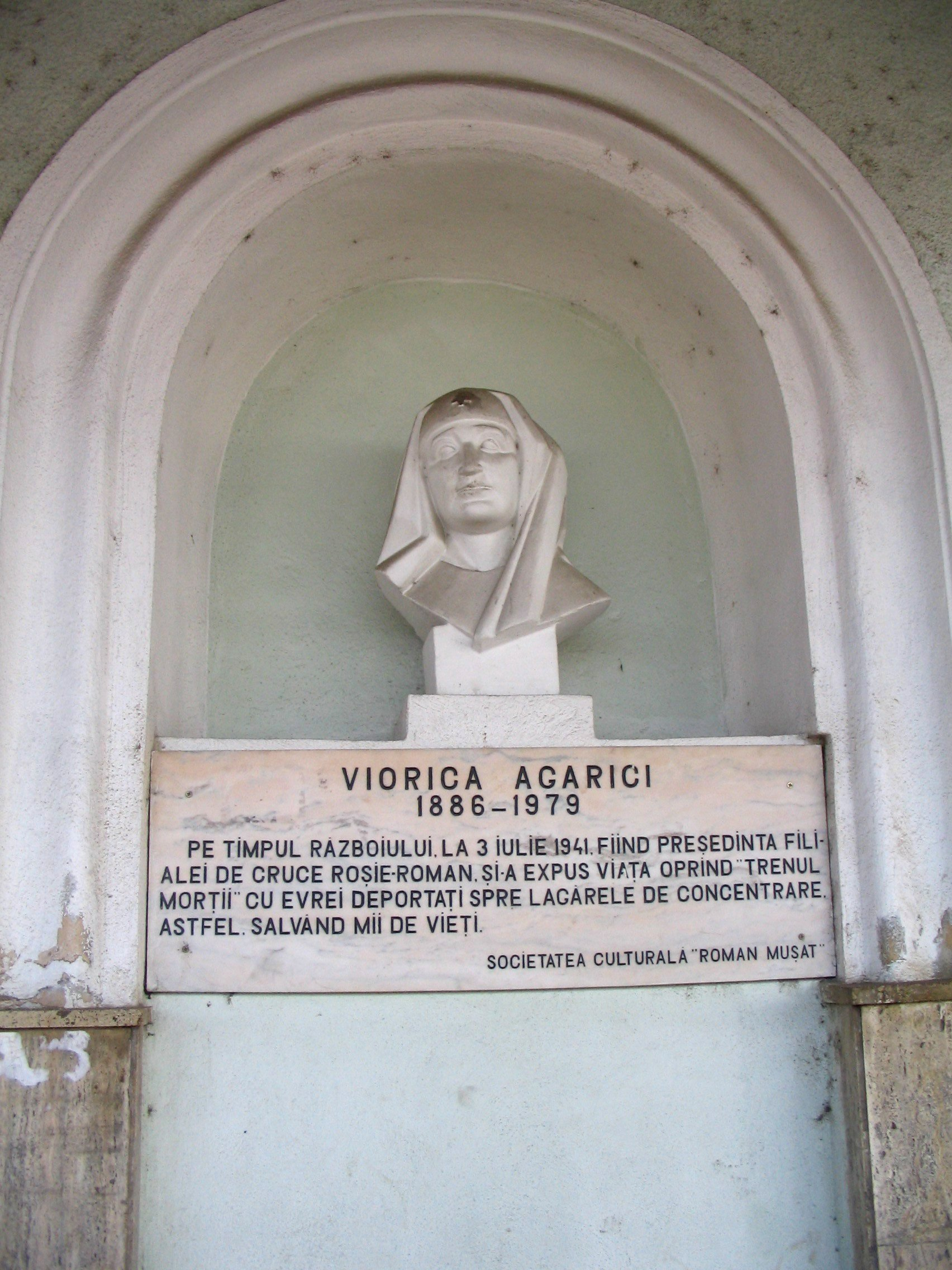
Bustul eroinei Viorica Agarici (1886-1979)